# Aincreville
Aincreville é uma comuna francesa na região administrativa de Grande Leste, no departamento de Meuse. Estende-se por uma área de 9,11 km². Em 2010 a comuna tinha 73 habitantes (densidade: 8 hab./km²).